# Перун (Вольнянский район)
Перун (укр. Перун) — село,
Днепровский сельский совет,
Вольнянский район,
Запорожская область,
Украина.
Код КОАТУУ — 2321581303. Население по переписи 2001 года составляло 23 человека.

## Географическое положение
Село Перун находится на левом берегу реки Днепр,
выше по течению примыкает село Орловское,
ниже по течению на расстоянии в 6 км расположено село Ульяновка.